# La Salle de bain (film)
Pour l’article homonyme, voir La Salle de bain.
Pour plus de détails, voir Fiche technique et Distribution.
La Salle de bain est un film français de John Lvoff sorti en 1989. Le scénario s'inspire du roman éponyme de Jean-Philippe Toussaint.

## Synopsis
Un homme apprécie de vivre dans sa salle de bains et y reste des heures jusqu'au jour où deux peintres polonais viennent s'incruster dans son appartement. Il part alors avec sa femme à Venise et joue aux fléchettes dans sa chambre d'hôtel.

## Fiche technique
- Titre : La Salle de bain
- Réalisation : John Lvoff
- Scénario : John Lvoff et Jean-Philippe Toussaint d'après son roman homonyme
- Assistants réalisateurs : André Charlot, Olivier Genet et Philippe Tourret
- Directeurs de la photographie : Philippe Chazal et Jean-Claude Larrieu
- Son : Jérôme Thiault
- Décors : Thérèse Ripaud
- Costumes : Christine Chauvet et Thérèse Ripaud
- Montage : Annick Rousset-Rouard
- Musique : Charlélie Couture
- Producteurs : Éric Heumann, Jean Labadie et Stéphane Sorlat
- Sociétés de productions : Paradis Films avec La Générale d'images et La Sept
- Image : noir et blanc
- Durée : 93 min.
- Sorties :

## Distribution
- Tom Novembre : le personnage
- Gunilla Karlzen : Edmondsson
- Jirí Stanislav : Kabrowinski
- Jerzy Piwowarczyk : Kowalskazinski
- Anouk Ferjac : la mère du personnage
- Manfred Andrae : l'ambassadeur
- Roland Bertin : l'ancien locataire
- Teco Celio : le barman
- Zazie Delem : Béatrice
- Philippe Laudenbach : le client de l'hôtel
- Jean-Claude Leguay : Pierre-Étienne
- François-Régis Marchasson : le réceptionniste
- Philippe Morier-Genoud : l'ami des parents
- Charlotte de Turckheim : Brigitte
- Helena Noguerra : la fille dans le supermarché